# 홍윤식
홍윤식(洪允植, 1956년 12월 4일 ~ )은 대한민국 제2대  행정자치부 장관을 역임한 공무원이다.
2022년 제8회 전국동시지방선거와 2024년 제22대 국회의원 선거에는 출마하지 않아 21대 총선 이후 사실상 정계에서 은퇴한 것으로 보인다.

## 학력
- 1969년 옥천초등학교 졸업
- 1972년 경포중학교 졸업
- 1975년 용산고등학교 졸업
- 1979년 서울대학교 법과대학 법학 학사
- 1992년 미시간 대학교 대학원 행정학 석사

## 경력
- 1985년 3월 : 제28회 행정고시 합격
- 1987년 4월 : 강원도청 지역경제국 지역경제과 지방행정사무관
- 1998년 3월 ~ 2001년 6월 : 국무조정실 총괄조정관실 외교안보심의관실 과장
- 2001년 6월 ~ 2004년 12월 : 국무조정실 총괄조정관실 일반행정심의관실 과장
- 2004년 12월 ~ 2006년 8월 : 국무조정실 2005년 광복60년 추진기획단 단장
- 2006년 8월 ~ 2008년 3월 : 국무조정실 방송통신융합추진지원단 국장
- 2008년 3월 ~ 2008년 5월 : 국무총리실 국정운영실 외교안보정책관
- 2008년 5월 ~ 2009년 2월 : 국무총리실 정책분석평가실 평가정책관
- 2009년 2월 ~ 2010년 11월 : 국무총리실 국정운영실 총괄정책관
- 2010년 11월 ~ 2013년 3월 : 국무총리실 국정운영1실장
- 2013년 3월 ~ 2015년 7월 : 국무조정실 제1차장
- 2016년 1월 13일 ~ 2017년 6월 15일 : 제 2대 행정자치부 장관
- 서울대학교 총동창회 부회장
- 미래통합당 강원도당 강릉시 당협위원장

## 역대 선거 결과
| 실시년도 | 선거   | 대수 | 직책     | 선거구      | 정당       | 득표수    | 득표율          | 순위 | 당락 | 비고 |
| -------- | ------ | ---- | -------- | ----------- | ---------- | --------- | --------------- | ---- | ---- | ---- |
| 2020년   | 총선   | 21대 | 국회의원 | 강원 강릉시 | 미래통합당 | 13,704 표 | \| \| 11.28% \| | 3위  | 낙선 |      |
|          | 11.28% |      |          |             |            |           |                 |      |      |      |

| 전임 육동한 | 제1대 국무조정실 국무제1차장 2013년 3월 13일 ~ 2015년 7월 20일 | 후임 오균 |

| 전임 정종섭 | 제2대 행정자치부 장관 2016년 1월 13일 ~ 2017년 6월 15일 | 후임 김부겸(행정안전부 장관) |